# Faidja
Faidja (în arabă الفايجة) este o comună din provincia Tiaret, Algeria.
Populația comunei este de 6.794 de locuitori (2008).